# Pągów (Rawa)
Pour les articles homonymes, voir Pągów.
Pągów est une localité polonaise de la gmina de Biała Rawska, située dans le powiat de Rawa Mazowiecka en voïvodie de Łódź.